# Баулин, Юрий Николаевич
Юрий Николаевич Баулин (5 октября 1933 — 5 декабря 2006) — советский хоккеист, заслуженный мастер спорта СССР (1991), заслуженный тренер СССР (1971), один из основателей клуба «Торпедо» (Усть-Каменогорск) и казахстанского хоккея, бронзовый призёр зимней Олимпиады-1960, многократный чемпион СССР. Мастер спорта СССР по хоккею с мячом (1954).

## Биография
Начал играть в 1942 году в Москве на стадионе Юных пионеров.
Играл в «Спартаке», ЦДСА, ЦСК МО, ЦСКА,СКА (Ленинград).
Всего в чемпионате СССР сыграл 240 игр, забив 112 шайб.
В конце игровой карьеры переехал в Усть-Каменогорск, где играл в «Торпедо».
Участник чемпионатов мира 1959 года и зимней Олимпиады 1960 года. Сыграл за сборную 11 игр, забил 4 шайбы.
Член Клуба Николая Сологубова.
Будучи играющим тренером, вывел клуб «Торпедо» из класса «Б» в класс «А».
После работы в Усть-Каменогорске Юрий Николаевич возглавлял в качестве главного тренера другие казахстанские хоккейные коллективы — алма-атинский «Енбек» и карагандинский «Автомобилист». Также тренировал московский «Спартак», австрийский «Клагенфурт».
В 1970—1971, 1973 годах в тандеме с Н. Эпштейном возглавил юниорскую сборную СССР, в составе которой играли В. Третьяк, Ю. Блохин, Х. Балдерис, А. Голиков и многие другие. Эта сборная стала трёхкратным чемпионом Европы.
В 1972 году привёл «Спартак» к бронзовым наградам чемпионата СССР по хоккею.
Последние годы жизни работал в детском хоккее.
Скончался 5 декабря 2006 года. Похоронен на Северном кладбище в Зеленограде.

## Достижения

### Игрок
- — чемпион СССР — 1955, 1956, 1958, 1959, 1960, 1961
- — серебряный призёр чемпионата СССР — 1953, 1954, 1957
- — бронзовый призёр чемпионата СССР — 1962
- Обладатель Кубка СССР — 1954, 1956, 1961
- Финалист Кубка СССР — 1953
- — серебряный призёр чемпионата мира — 1959
- — бронзовый призёр чемпионата мира — 1960
- — чемпион Европы — 1959, 1960
- — бронзовый призёр Олимпиады — 1960

### Тренер
- — чемпион Европы — юниорская сборная СССР — 1970, 1971, 1973
- — бронзовый призёр чемпионата СССР — «Спартак» (Москва) — 1972
- — бронзовый призёр чемпионата Австрии — «Клагенфурт» — 1975
- — чемпион Австрии — «Клагенфурт» — 1976